# 2009年日本西部暴雨

根据热带降雨观测卫星的观测，7月20日-7日（UTC）的累计降水量的变化

2009年日本西部暴雨，是指2009年7月19日指7月26日在日本西部（主要是中國地方和九州北部）的強烈降雨天氣引發的暴雨災害，暴雨所致的洪澇、山體滑坡、泥石流等災害已經造成十多人死亡。
由日本的氣象廳命名的正式名稱為「平成21年7月中國·九州北部豪雨」。

## 概況
這次暴雨是由於停滯在日本西部的靜止鋒遇到北上的暖氣流而形成的。在許多地方降雨量超過600毫米；在福岡縣和佐賀縣，每小時降雨量更超過100毫米。這次暴雨造成的降雨量是日本西部往年平均降雨量的接近2倍。據統計，日本西部有16處地方的降雨強度達到有記錄以來的最高值。7月24日的時候，雨勢曾經一度減弱，但是很快就迎來最大強度的降雨，在7月26日達到頂峰。
福岡縣、長崎縣、大分縣、山口縣等是重災區，目前已經證實福岡縣有8人遇難，長崎縣1人遇難，佐賀縣1人遇難，2人失蹤。 大雨也損害了民居的供水設施，數萬戶家庭斷水；幾萬人被緊急疏散。
7月27日開始，雨帶逐漸東移，為關東地方帶來強降雨。當天群馬縣的馆林市發生龍卷風襲擊市區，導致160多家房屋受損以及大面積的停電。氣象學家指出龍卷風就是因為鋒面東移造成關東的大氣活動不穩定造成的。

## 外部連結
- 西日本新聞 「中國・九州北部豪雨」專題